# WieKent Nederland
WieKent Nederland is een Nederlands televisieprogramma van RTL 4. Het programma was elke zaterdag om zeven uur te zien en werd gepresenteerd door Nicolette van Dam.
In WieKent Nederland strijden twee teams van bekende Nederlanders in een provincie om de meeste punten. Ze moeten samen vragen oplossen en komen daardoor steeds meer te weten over de provincie.